# Пурбадхала
Пурбадхала (бенг. পূর্বধলা, англ. Purbadhala) — город на северо-востоке Бангладеш, административный центр одноимённого подокруга. Площадь города равна 6,52 км². По данным переписи 2001 года, в городе проживало 7805 человек, из которых мужчины составляли 53,21 %, женщины — соответственно 46,79 %. Плотность населения равнялась 1197 чел. на 1 км². Уровень грамотности населения составлял 37,4 % (при среднем по Бангладеш показателе 43,1 %). 